# Procédé Andrussow

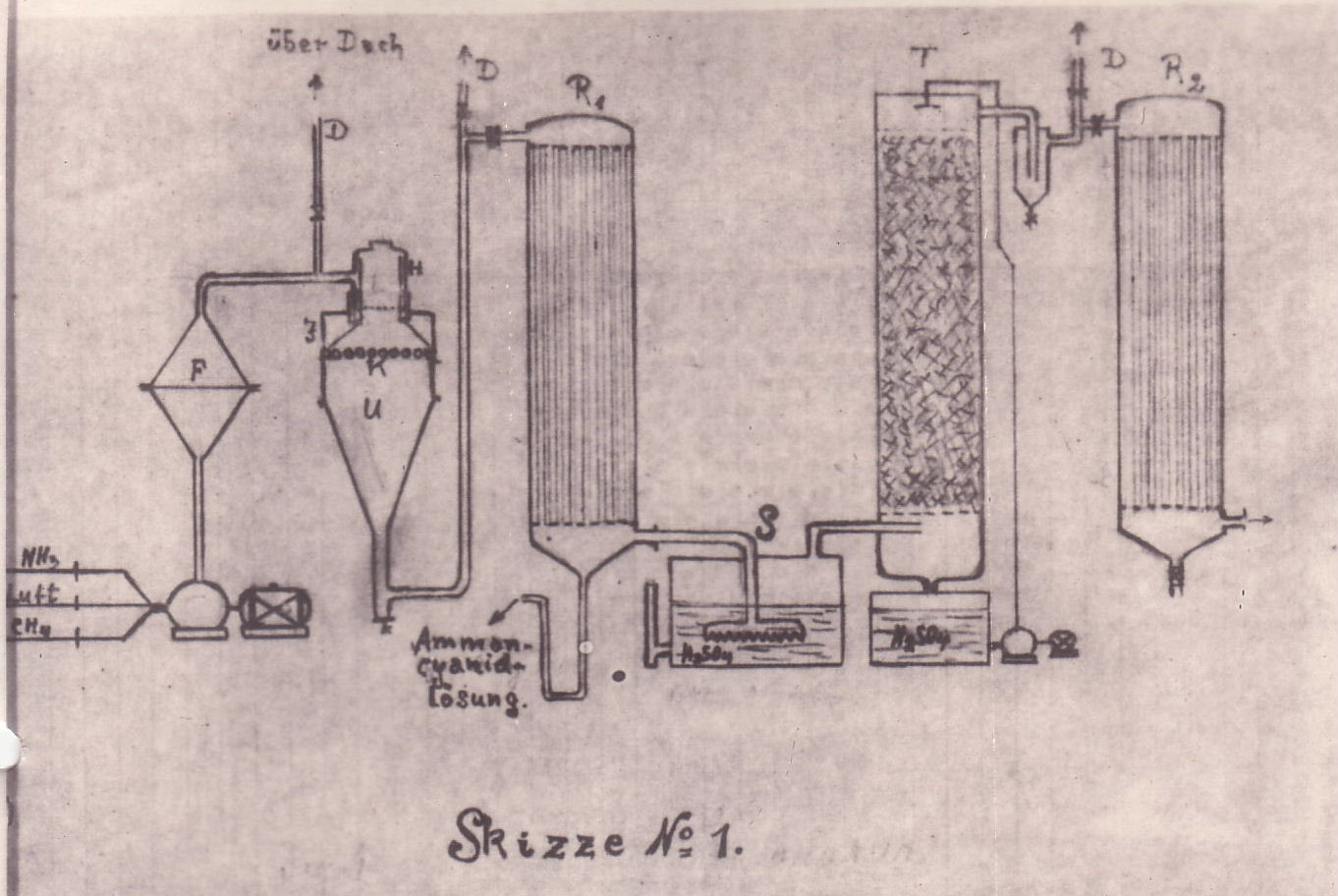
Diagramme du procédé Andrussow, par Leonid Andrussow (1931)

Le procédé Andrussow est un procédé chimique servant à fabriquer de l'acide cyanhydrique (HCN). Il a été développé par Leonid Andrussow alors qu'il travaillait chez IG Farben en 1927,.
Le procédé est fondé sur l'oxydation du méthane en présence d'ammoniac et d'oxygène :
{\displaystyle CH_{4}+NH_{3}+1,5O_{2}\rightarrow HCN+3H_{2}O}.
Un mélange de méthane et d'ammoniac est préparé puis de l'air compressé est ajouté dans des proportions stœchiométriques. Le mélange gazeux passe ensuite sur un catalyseur platine-rhodium-iridium où a lieu la réaction de synthèse à une température de plus de 1 000 °C et à pression atmosphérique. Le produit de la réaction est ensuite rapidement refroidi pour éviter la décomposition de l'acide cyanhydrique.
Le mélange passe ensuite dans une colonne d'absorption pour éliminer l'ammoniac n'ayant pas réagi avec l'acide sulfurique, puis dans une deuxième colonne d'absorption où l'acide cyanhydrique est séparé des gaz par absorption dans de l'eau. Finalement, le mélange aqueux contenant l'acide est purifié dans une colonne de rectification où l'acide atteint une haute pureté (>99 %).
Au XXIe siècle, le procédé est largement utilisé dans l'industrie pour plusieurs raisons : le catalyseur a une longue durée de vie, la réaction est simple et une excellente pureté finale est possible. Les inconvénients sont le besoin de méthane pur pour éviter l'empoisonnement du catalyseur ainsi que la conversion médiocre des réactifs (<70 %) et la faible concentration du produit dans le mélange de sortie du réacteur.